# Gabriel Camps
Gabriel Camps (Misserghin, 20 maggio 1927 – Aix-en-Provence, 6 settembre 2002) è stato uno storico francese, fondatore dell'Encyclopédie berbère.

## Biografia
Gabriel Camps nasce nel 1927 in Algeria. Studia prima presso Orano, poi presso Algeri ed ottiene un dottorato di ricerca all'Università di Algeri con una ricerca su Massinissa intitolata "Aux origines de la Berbérie" ("Alle origini dei berberi").
Nel 1959 entra nel Centre National de la Recherche Scientifique (CNRS). Dal 1962 al 1969 assume la carica di direttore del Centro di ricerca antropologica, preistorica ed etnologica (CRAPE) e del museo nazionale del Bardo. Nel 1969 si trasferisce ad Aix-en-Provence, dove lavora come professore presso l'Università della Provenza. Qui fonda il Laboratorio d'antropologia e di preistoria del Mediterraneo occidentale (LAPMO), frequentato da numerosi studenti, provenienti soprattutto dalle regioni del Maghreb.
Gli studi di Camps si incentravano soprattutto sull'epoca pre-romana del Nordafrica, ma anche sui regni berberi, le tribù africane, le iscrizioni libiche e le guerre puniche. La maggior parte dei suoi scritti aveva come argomento la storia del popolo berbero, e questo suo interesse per i molteplici aspetti del Nordafrica lo ha portato, nel 1984 a fondare l'Encyclopédie berbère (in francese, "Enciclopedia berbera"), sotto l'egida dell'UNESCO.
Dopo la sua morte, nel 2002, il Ministro della Cultura algerino ha mandato le proprie condoglianze all'Università della Provenza.

## Opere
- L'Homme de Cro-Magnon, 1970 (riedito da Éditions Faton nel 1992), ISBN 9782878440041.[3]
- Atlas préhistorique du Midi méditerranéen français, 1978-1981, ISBN 9782222034766.[3]
- Épipaléolithique méditerranéen, 1975, ISBN 9782222017745.[3]
- Les Berbères, aux marges de l'Histoire, Hespérides, 1980, ISBN 9782855880068.
- Introduction à la Préhistoire, Éditions Perrin, Collection Point Histoire, 1982, ISBN 9782020215671.
- Encyclopédie berbère, Édisud, 1985-2002.
- Berbères, mémoire et identité, Éditions Errance, 1987 (riedito nel 2007, da Éditions Actes Sud), ISBN 978-2742769223.
- Préhistoire d'une île, La Corse des origines, 1988 (riedito nel 1991, da Éditions Errance), ISBN 9782903442743.
- Afrique du Nord au féminin, Éditions Perrin, 1992, ISBN 2-262-00740-3.